# Modiolicola peronidius
Modiolicola peronidius is een eenoogkreeftjessoort uit de familie van de Lichomolgidae. De wetenschappelijke naam van de soort is voor het eerst geldig gepubliceerd in 1987 door Avdeev.